# Propaganda

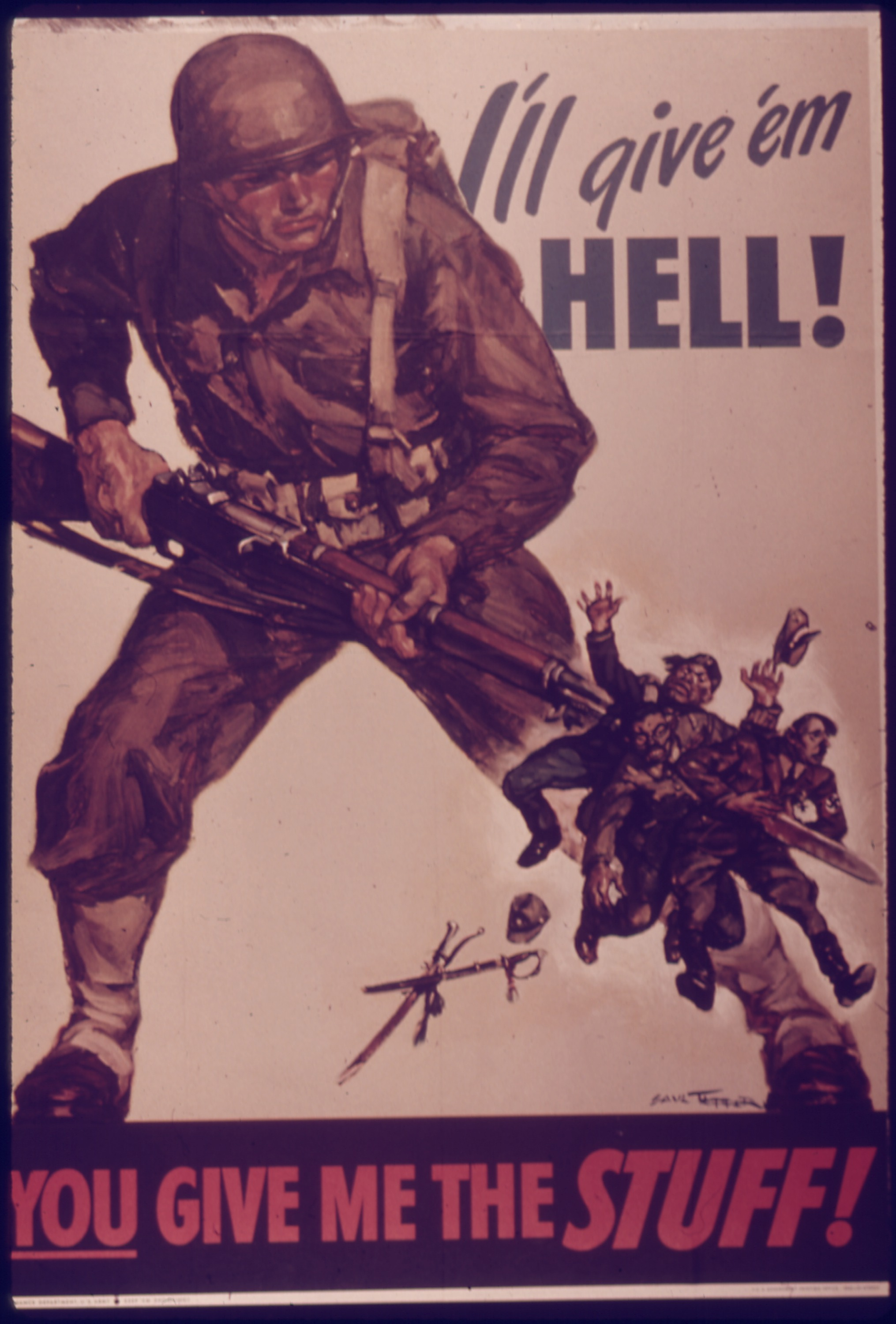
"I'll Give'em Hell - You Give Me the Stuff" ("Eu vou dar o inferno a eles - você me dá as coisas"), propaganda de guerra dos Estados Unidos durante a Segunda Guerra Mundial.

Propaganda é um modo específico sistemático de persuadir visando influenciar com fins ideológicos, políticos as emoções, atitudes, opiniões ou ações do público alvo. Seu uso primário advém de contexto político, referindo-se geralmente aos esforços de persuasão patrocinados por governos e partidos políticos.
Uma manipulação semelhante de informações é bem conhecida: a propaganda comercial, que normalmente não é chamada de propaganda mas sim publicidade, embora no Brasil seja erroneamente utilizada como sinônimo.
Ao contrário da busca de imparcialidade na comunicação, a propaganda apresenta informações com o objetivo principal de influenciar uma audiência. Para tal, frequentemente apresenta os fatos seletivamente (possibilitando a mentira por omissão) para encorajar determinadas conclusões, ou usa mensagens exageradas para produzir uma resposta emocional e não racional à informação apresentada. O resultado desejado é uma mudança de atitude em relação ao assunto no público-alvo para promover uma agenda política. A propaganda pode ser usada como uma forma de luta política.
Apesar do termo "propaganda" ter adquirido uma conotação negativa, por associação com os exemplos da sua utilização manipuladora, a propaganda em seu sentido original é neutra, e pode se referir a usos considerados geralmente benignos ou inócuos, como recomendações de saúde pública, campanhas a encorajar os cidadãos a participar de um censo ou eleição, ou mensagens a estimular as pessoas a denunciar crimes à polícia, entre outros.

## Etimologia
O termo "propaganda" tem a sua origem no gerúndio do verbo latim propagare, equivalente ao português propagar, significando o ato de difundir algo, originalmente referindo-se à prática agrícola de plantio usada para propagar plantas como a vinha. O uso da palavra "propaganda" no sentido actual é uma cunhagem inglesa do século XVIII, nascida da abreviação de Congregatio de Propaganda Fide de cardeais estabelecida em 1633 pelo Papa Urbano VIII para supervisionar a propagação da fé cristã nas missões estrangeiras. Originalmente o termo não era pejorativo, e o seu sentido político actual remonta à I Guerra Mundial.

## Confusão no uso do termo "propaganda" no Brasil
O Conselho Executivo de Normas Padrão (CENP), um dos órgãos que regula a atividade publicitária no Brasil, considera publicidade como sinônimo de propaganda. Esta confusão entre os termos propaganda e publicidade no Brasil ocorre por um problema de tradução dos originais de outros idiomas, especificamente os da língua inglesa. As traduções dentro da área de negócios, administração e marketing utilizam propaganda para o termo em inglês advertising e publicidade para o termo em inglês publicity. As traduções dentro da área de comunicação social utilizam propaganda para o termo em inglês publicity e publicidade para o termo em inglês advertising.
No caso do CENP, a distinção entre os vocábulos é irrelevante, pois a entidade cuida tão-somente das relações comerciais entre anunciantes, agências e veículos. Assim definido o âmbito de sua atuação, torna-se óbvio que ela trata da propaganda comercial e emprega a locução como sinônimo de publicidade ("advertising").
O termo "publicidade" é usado quando a veiculação na mídia é paga, já propaganda refere-se à veiculação espontânea. Toda publicidade visa à divulgação de um produto e, consequentemente, sua compra pelo consumidor.

Cartaz de recrutamento estadunidense para a Primeira Guerra Mundial ilustrado por James Flagg em 1917

A propaganda possui várias técnicas em conjunto com a publicidade, podendo ser usada tanto para promover um produto comercial quanto para divulgar crenças e ideias religiosas, políticas ou ideológicas. Exemplos de propaganda são panfletos e programas (de rádio/tevê) preparados para a audiência do inimigo durante as guerras e a maior parte das publicidades de campanhas políticas. A propaganda é, também, um dos métodos usados na guerra psicológica.
Num sentido estrito e mais comum do uso do termo, a propaganda usada na guerra psicológica se refere à informação deliberadamente falsa ou incompleta, que apoia uma causa política ou os interesses daqueles que estão no poder ou dos que querem o poder. O publicitário procura mudar a forma como as pessoas entendem uma situação ou problema, com o objetivo de mudar suas ações e expectativas para a direção que interessa ao publicitário. Nesse sentido, a propaganda serve como corolário à censura, na qual o mesmo objetivo é obtido, não por colocar falsas informações nas mentes das pessoas, mas fazendo com que estas não se interessem pela informação verdadeira.
O que diferencia a propaganda como arma psicológica de outras formas de argumentação é o desejo do publicitário em mudar o entendimento das pessoas através do logro e da confusão, mais do que pela persuasão e entendimento.
Esse tipo de propaganda ainda é muito comum no Brasil em campanhas eleitorais e religiosas, com o propósito de embutir uma ideia na cabeça das pessoas e causar repulsa por informações novas, gerando preconceito e intolerância como efeito prático.
A propaganda é, também, uma poderosa arma na guerra. Nesse caso, sua função é, normalmente, desumanizar o inimigo e criar aversão contra um grupo em especial. A técnica é criar uma imagem falsa desse grupo. Isso pode ser feito usando-se palavras específicas, lacunas de palavras ou afirmando-se que o inimigo é responsável por certas coisas que nunca fez.
Exemplos de propaganda:
- A propaganda da Inglaterra contra a Alemanha na Primeira Guerra Mundial, ver RMS Lusitania
- A propaganda da Alemanha contra a Polônia para iniciar a Segunda Guerra Mundial, ver Incidente de Gleiwitz

Noutro sentido, menos comum mas ainda legítimo do termo, a propaganda se refere apenas à informação falsa utilizada para reforçar ideias entre os que já acreditam em algo. A assunção é que, se as pessoas acreditam em algo falso, irão ser constantemente assoladas por dúvidas. Como estas dúvidas são desprazerosas (ver dissonância cognitiva), as pessoas são ávidas por eliminá-las e, assim, recetivas a reafirmações vindas daqueles que têm poder. Por essa razão, a propaganda é, comumente, endereçada a pessoas que já são simpáticas ao que se afirma.
A propaganda pode ser classificada de acordo com a origem:
- Propaganda Branca é a que vem de fonte identificada;
- Propaganda Negra é a que vem de uma pretensa fonte "amiga" mas na verdade vem de um adversário
- Propaganda Cinza aquela que pretende vir de uma fonte neutra, mas vem de um adversário.

## Propaganda política
Em política, tem o objetivo de divulgar um candidato, legenda ou coligação. Neste caso, mesmo que a mensagem traga informação verdadeira, é possível que esta seja partidária, não apresentando um quadro completo e balanceado do objeto em questão. Seu uso primário advém de contexto político, referindo-se geralmente aos esforços patrocinados por governos e partidos políticos. Uma manipulação semelhante de informações é bem conhecida, a publicidade, mas normalmente não é chamada de propaganda, ao menos no sentido mencionado acima.
| “ | De forma neutra, propaganda é definida como forma propositada e sistemática de persuasão que visa influenciar com fins ideológicos, políticos ou comerciais, as emoções, atitudes, opiniões e ações de públicos-alvo através da transmissão controlada de informação parcial (que pode ou não ser factual) através de canais diretos e de mídia. | ” |

## História da propaganda
A propaganda é uma atividade humana tão antiga quanto os registros de que algo acontece ou aconteceu.
A inscrição de Beistum (c. 515 a.C.), detalhando a ascensão de Dario I ao trono persa, é vista pela maioria dos historiadores como um dos primeiros exemplos de propaganda. O Artaxastra escrito por Chanakya (c. 350−283 a.C.), um professor de ciência política na Universidade de Taxasila e um primeiro-ministro da Império Máuria na Índia antiga, discute propaganda em detalhes, tais como a forma de divulgá-la e como aplicá-la na guerra. O seu aluno Chandragupta Máuria (c. 340−293 a.C.), fundador do Império Máuria, empregou esses métodos durante sua ascensão ao poder.
Os escritos de romanos como Lívio são considerados obras-primas da propaganda estatal pró-Roma. O termo em si, origina-se da Sagrada Congregação Católica Romana para a Propagação da Fé (sacra congregatio christiano nomini propaganda ou, simplificando, propaganda fide), o departamento da administração pontifícia encarregado da expansão do catolicismo e da direção dos negócios eclesiásticos em países não católicos (territórios missionários). A raiz latina propagand_ remete ao sentido de "aquilo que precisa ser espalhado".

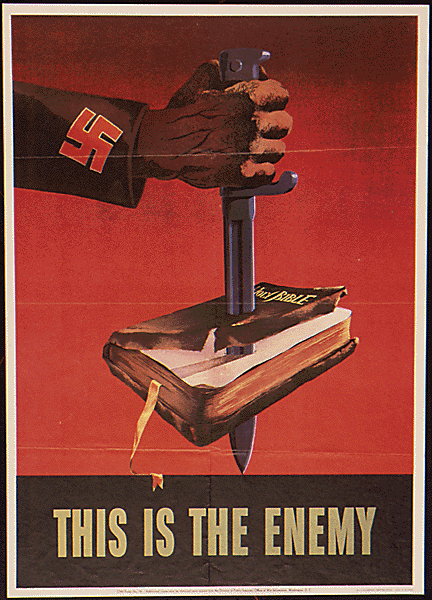
O pôster representando um nazista esfaqueando uma Bíblia foi um exemplo de propaganda contra os nazistas usada pelos Estados Unidos durante a Segunda Guerra Mundial.

As técnicas de propaganda foram cientificamente organizadas e aplicadas primeiramente pelo jornalista Walter Lippman e pelo psicólogo Edward Bernays (sobrinho de Sigmund Freud, no início do século XX). Durante a Primeira Guerra Mundial, Lippman e Bernays foram contratados pelo presidente dos Estados Unidos Woodrow Wilson para influenciar a opinião pública para entrar na guerra ao lado da Inglaterra.
A campanha de propaganda de guerra de Lippman e Bernays produziu, em seis meses, uma histeria antialemã tão intensa que marcou definitivamente os negócios estadunidenses (e Adolf Hitler entre outros) com o potencial da propaganda de larga escala em controlar a opinião pública. Bernays cunhou os termos "mente coletiva" e "consenso fabricado", conceitos importantes na prática da propaganda.
A atual indústria das relações públicas é uma derivação direta do trabalho de Lippman e Bernays e continua a ser usada largamente pelo governo dos Estados Unidos. Durante a primeira metade do século XX, os próprios Bernays e Lippman tiveram uma bem-sucedida empresa de relações públicas.
Na União Soviética, a falsificação de fotografias era um recurso de contrainformação amplamente utilizado (veja: falsificações de fotografias na União Soviética).
A Segunda Guerra Mundial viu o uso contínuo da propaganda como arma de guerra, tanto pelo ministro da Propaganda de Hitler Joseph Goebbels como pelo "Comitê de Guerra Política" (Political Warfare Executive) inglês.

### Alemanha nazista

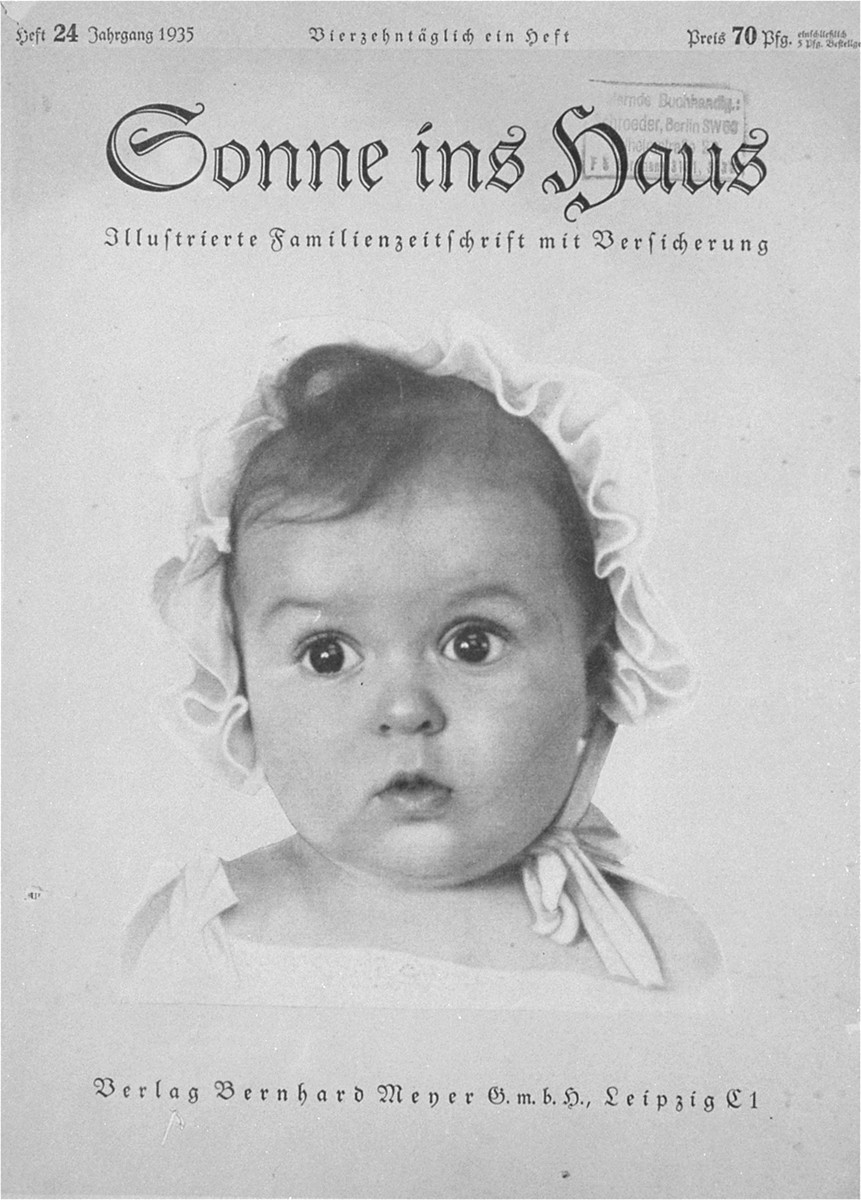
Hessy Levinsons Taft, uma bebê judia, selecionada pessoalmente pelo ministro da propaganda do III Reich, Joseph Goebbels, para representar o "bebê ariano ideal" numa propaganda nazista. Goebbels não tinha conhecimento da ascendência de Taft.

A maioria da propaganda na Alemanha Nazista foi produzida pelo Ministério da Conscientização Pública e Propaganda ("Promi" na abreviação alemã). Joseph Goebbels foi encarregado desse ministério logo após a tomada do poder por Hitler em 1933. Todos os jornalistas, escritores e artistas foram convocados para registrarem-se em uma das câmaras subordinadas ao ministério: imprensa, artes, música, teatro, cinema, literatura ou rádio.
Os nazistas acreditavam na propaganda como uma ferramenta vital para o atingimento de seus objetivos. Adolf Hitler, o Führer da Alemanha, ficou impressionado com o poder da propaganda Aliada durante a Primeira Guerra Mundial e acreditava ter ela sido a causa principal do colapso moral e das revoltas na frente alemã e na Marinha em 1918. Hitler se encontrava diariamente com Goebbels para discutir as notícias e transmitir-lhe suas opiniões sobre os assuntos; Goebbels, então, reunia-se com os executivos do ministério e passava a linha oficial do Partido sobre os eventos mundiais. Radialistas e jornalistas precisavam de aprovação prévia antes de seus trabalhos serem divulgados. Mais, Adolf Hitler e alguns outros altos oficiais nazistas como Reinhard Heydrich não tinham dilemas morais em espalhar propaganda que eles mesmos sabiam ser falsa e deliberadamente difundiam informações falsas como parte da doutrina conhecida como a Grande Mentira.
A propaganda nazista pré-Segunda Guerra Mundial visava a atingir várias audiências distintas:
- Alemães, que eram lembrados constantemente do esforço do Partido Nazista e da Alemanha Nazi contra inimigos (especialmente os judeus) externos e internos;
- Alemães étnicos em países como a Tchecoslováquia, Polônia, União Soviética e Países Baixos, para os quais se afirmava que as raízes consanguíneas com a Alemanha eram maiores que a devoção a seus novos países;
- Inimigos potenciais, como a França e Grã-Bretanha, para quem se difundia que a Alemanha não tinha rivalidade com as pessoas do país, mas que seus governantes (franceses e ingleses) estavam tentando iniciar uma guerra contra a Alemanha.
- A todos os públicos, eram lembradas as conquistas e a grandeza cultural, científica e militar da Alemanha.

Até o final da Batalha de Estalinegrado, em 4 de fevereiro de 1943, a propaganda alemã enfatizava o progresso das tropas alemãs e a humanidade dos soldados alemães para com os povos dos territórios ocupados. Em comparação, os ingleses e aliados eram descritos como assassinos covardes, e os estadunidenses em particular como sendo bandidos como Al Capone. Ao mesmo tempo, a propaganda alemã procurou afastar os estadunidenses e os ingleses uns dos outros, e ambos dos soviéticos.
Depois de Estalinegrado, o tema principal da propaganda mudou para afirmar a Alemanha como a única defensora da Cultura ocidental Europeia contra as "hordas bolchevistas". Enfatizou-se a criação das "armas de vingança" V-1 e V-2 para convencer os bretões da inutilidade em tentar vencer a Alemanha.
Goebbels cometeu suicídio logo após Hitler em 30 de Abril de 1945. Em seu lugar, Hans Fritzsche, que havia sido o executivo da Câmara do Rádio, foi julgado e absolvido pelos Tribunais de Nuremberg.

### Propaganda na Guerra Fria
Tanto os Estados Unidos como a União Soviética, utilizaram amplamente a propaganda durante a Guerra Fria. Os dois lados usaram filmes, programas de televisão e de rádio para influenciar seus próprios cidadãos, o outro e as nações do Terceiro Mundo. A Agência de Informação dos Estados Unidos operava a Voz da América como uma estação oficial do governo. A Radio Free Europe e a Rádio Liberty, em parte apoiadas pela Central Intelligence Agency (CIA), emitiam propaganda cinza nas notícias e nos programas de entretenimento na Europa Ocidental e União Soviética respetivamente. A estação oficial do governo soviético, a Rádio de Moscou, difundia propaganda branca, enquanto a Rádio Paz e Liberdade emitia propaganda cinza. Os dois lados também faziam propaganda negra, em especial na época de crises. Em 1983, a KGB pôs em prática a Operação INFEKTION, que acusou os estadounidenses de serem os criadores do vírus da AIDS. O dissidente Yuri Bezmenov, revelou para o ocidente os métodos de contrainformação empregados pela KGB e pela RIA Novosti para incitar a subversão em vários países (ver: Medidas ativas e Propaganda comunista).
A disputa ideológica e de fronteira entre a União Soviética e a República Popular da China resultou em inúmeras operações pós-fronteira. Uma técnica desenvolvida durante esse período era a transmissão "ao contrário", na qual o programa de rádio era gravado e transmitido de trás para a frente.
Nas Américas, Cuba serviu como a maior fonte e objeto de propaganda por estações tanto negras como brancas, operadas pela CIA e grupos cubanos exilados. A Rádio Havana Cuba, por sua vez, difundia propaganda produzida pela Coreia do Norte, Vietnã do Norte e União Soviética. Entre 1961 e 1965, a Radio Free Dixie foi transmitida de Havana para o leste dos Estados Unidos pregando a luta contra o racismo.
Os livros de George Orwell Animal Farm (1945) e Nineteen Eighty-Four (1948) são exemplos virtuais do uso da propaganda. Embora não ambientados na União Soviética, seus personagens vivem em regimes autoritários nos quais a linguagem é constantemente corrompida para propósitos políticos. Essas obras foram utilizadas como propaganda explícita. A CIA, por exemplo, financiou secretamente uma adaptação para cinema de animação do livro Animal Farm nos anos 1950.

## Propaganda enganosa
Entende-se por "propaganda enganosa" aquela que induz o consumidor a um erro, ao mostrar características e vantagens que um determinado produto não tem. É importante distinguir a propaganda enganosa abusiva. Esta é mais grave porque tem a função de induzir o consumidor a um comportamento prejudicial, geralmente incitando à violência, explorando o medo, entre outros.

## Técnicas de geração de propaganda
Há várias técnicas que são utilizadas para criar mensagens que sejam persuasivas, sejam verdadeiras ou falsas. Muitas dessas técnicas podem ser baseadas em falácias, já que os publicitários usam argumentos que, embora às vezes sejam convincentes, não são necessariamente válidos.
Há vários pesquisadores envolvidos na clarificação de como as mensagens de propaganda são transmitidas, mas é claro que estratégias de disseminação da informação só se tornam estratégias de propaganda quando associadas a mensagens que modificam comportamentos, ideias ou sentimentos. Grosso modo, pode-se afirmar que a propaganda se refere à "mensagem" a ser veiculada ("conteúdo"), enquanto a publicidade se refere aos "meios" (o "como") essa mensagem será veiculada nos diferentes meios. Identificar a mensagem da propaganda é um pré-requisito para estudar os métodos utilizados para divulgação desta mensagem.
Abaixo, algumas das técnicas de propaganda (ou de "geração de posturas"):
Argumentum ad nauseamrepetição incansável (ou repetição até cansar). Baseia-se na ideia de que "uma ideia repetida suficientemente se torna verdade". Esta técnica funciona melhor quando o acesso a mídia é controlado pelo publicitário.
Apelo à autoridadeé a citação de uma figura proeminente que declara apoiar um posicionamento, ideia, argumento ou ação em desenvolvimento.
Apelo ao medoé a busca de apoio a uma ideia ou causa ou pessoa, instigando o medo no público alvo da mensagem. Por exemplo, Joseph Goebbels explorou o livro Germany must perish" (Os Alemães devem Morrer), de 1941, do judeu estadunidense Theodore Newman Kaufman, para afirmar que os Aliados procuravam o extermínio do povo alemão e, com isso, obter o apoio do povo.
Bode expiatórioatribuir culpa a um indivíduo ou grupo que não seja efetivamente ou necessariamente responsável, aliviando, desta forma, sentimentos de culpa de partes responsáveis ou desviando a atenção da necessidade de resolver um problema cuja culpa foi atribuída àquele que está emitindo a propaganda.
Desaprovaçãoessa é a técnica usada para desaprovar uma ação ou ideia sugerindo que ela é popular ou assumida em grupos odiados, ameaçadores ou que estejam em conflito com o público alvo. Assim, se um grupo que apoia uma ideia é levado a crer que pessoas indesejáveis, subversivas ou em conflito também a apoiam, os membros do grupo podem decidir mudar sua posição.
Efeito dominótambém conhecido como "vitória inevitável": tenta convencer a audiência/público a colaborar com uma ação "com a qual todos estão colaborando" ("junte-se a nós"). Essa técnica reforça o desejo natural das pessoas de estar no lado vitorioso e visa a convencer a audiência que um programa é a expressão de um movimento de massa irresistível e que é de seu interesse se juntar a ele. A "vitória inevitável" incita aqueles que ainda não aderiram a um projeto a fazê-lo, pois a vitória é certa. Os que já aderiram se sentem confortados com a ideia de que tomaram a decisão correta e apropriada.
Estereotipificação ou Rotulagemessa técnica busca provocar a rejeição em uma audiência rotulando o objeto da campanha de propaganda como algo que o público-alvo teme, desgosta, tem aversão ou considera indesejável.
Homem comumo "homem do povo" ou "homem comum" é uma tentativa de convencer a audiência de que as posições do publicitário refletem o senso comum das pessoas. É utilizada para obter a confiança do público comunicando-se da maneira comum e no estilo da audiência. Publicitários usam a linguagem e modos comuns (e até as roupas, quando em comunicações audiovisuais presenciais) numa busca de identificar seus pontos de vista com aqueles da "pessoa média".
Palavras Virtuosassão palavras tiradas do sistema de valores do público-alvo, que tendem a produzir uma imagem positiva quando associadas a uma pessoa ou causa. Exemplos são paz, felicidade, segurança, liderança, liberdade etc.
Propaganda Enganosasão meios de oferecer o que não se tem, forçando o comprador, ou consumidor, a comprar o produto. A ideia é chamar a atenção e aumentar as vendas, mesmo que uma parcela mínima desista de comprar ou passe a rejeitar a empresa.
Racionalizaçãoindivíduos ou grupos podem usar afirmações genéricas favoráveis para racionalizar e justificar atos e crenças questionáveis. Frases genéricas agradáveis são, frequentemente, usadas para justificar essas ações ou crenças.
Sloganum slogan é uma frase curta e impactante que pode incluir rotulação e estereotipação. Se slogans podem ser criados a respeito de determinada ideia, devem sê-lo, pois bons slogans são ideias autoperpetuáveis (ver: Slogan político e Slogan publicitário).
Supersimplificaçãoafirmações vagas, favoráveis, são usadas para prover respostas simples para complexos problemas sociais, políticos, econômicos ou militares.
Termos de Efeitotermos de efeito são palavras de intenso apelo emocional tão intimamente associadas a conceitos e crenças muito valorizados que convencem sem a necessidade de informação ou razões que as apoiem. Elas apelam para emoções como o amor à pátria, lar, desejo de paz, liberdade, glória, honra etc. Solicitam o apoio sem o exame da razão. Embora as palavras e frases sejam vagas e sugiram coisas diferentes para pessoas diferentes, sua conotação é sempre favorável: "Os conceitos e programas dos publicitários são sempre bons, desejáveis e virtuosos".
Testemunhotestemunhos são citações, dentro ou fora de contexto, efetuadas especialmente para apoiar ou rejeitar uma ideia, ação, programa ou personalidade. Explora-se a reputação ou papel (especialista, figura pública respeitada etc.) daquele que é citado. O testemunho dá uma sanção oficial de uma pessoa ou autoridade respeitada à mensagem de propaganda. Isso é feito num esforço de causar, no público-alvo, uma identificação com a autoridade ou para que aceite a opinião da autoridade como sua própria.
Transferênciaessa é a técnica de projetar qualidades positivas ou negativas (elogios ou censuras) de uma pessoa, entidade, objetivo ou valor (de um indivíduo, grupo, organização, nação, raça etc.) para outro, para tornar esse segundo mais aceitável ou desacreditá-lo. Essa técnica é, geralmente, usada para transferir a culpa de uma parte em conflito para outra. Ela evoca uma resposta emocional, que estimula o público-alvo a identificar-se com autoridades reconhecidas.
Vaguidade intencionalafirmações deliberadamente vagas de tal forma que a audiência pode interpretá-las livremente. A intenção é mobilizar a audiência pelo uso de frases indefinidas, sem que se analise sua validade ou determine sua razoabilidade ou aplicação.

## Métodos para transmitir mensagens publicitárias
Métodos usuais para transmitir mensagens de propaganda incluem noticiários, comunicações oficiais, revistas, comerciais, livros, folhetos, filmes de propaganda, rádio, televisão e pôsteres, que relacionem o produto/serviço oferecido às suas características e benefícios. No caso da divulgação de uma ideia ou conceito, o meio utilizado deve corresponder ao público-alvo da campanha e acompanhado da linha de pensamento do seu criador, a fim de instigar, no público, o interesse e a aderência à ideia ou conceito.
Com o advento da Internet comercial (deste fins de 1995 no Brasil - veja: história da Internet no Brasil), um novo espaço ganhou forma nas mídias on-line. Inicialmente na forma de banners, depois com sites, hotsites e recentemente com diversos recursos de mídias sociais, novos métodos têm obtido grande sucesso na transmissão de mensagens publicitárias.